# Тёрн, Биргитта
Бирги́тта «Ги́ттан» Тёрн (швед. Birgitta «Gittan» Törn; род. 11 июня 1948) — шведская кёрлингистка.

## Достижения
- Чемпионат мира по кёрлингу среди женщин: серебро (1979).
- Чемпионат Европы по кёрлингу: золото (1979).
- Чемпионат Швеции по кёрлингу среди женщин: золото (1979)[1].
- Чемпионат мира по кёрлингу среди ветеранов: золото (2006, 2007), серебро (2004, 2011), бронза (2005, 2010, 2012).
- Чемпионат Швеции по кёрлингу среди смешанных команд: золото (1972).

## Команды
| Сезон                                          | Четвёртый       | Третий             | Второй                 | Первый            | Запасной                                  | Турниры            |
| ---------------------------------------------- | --------------- | ------------------ | ---------------------- | ----------------- | ----------------------------------------- | ------------------ |
| 1978—79                                        | Биргитта Тёрн   | Катарина Хультлинг | Сусанна Гюннинг-Эдлинг | Гунилла Бергман   |                                           | ЧМ 1979            |
| 1979—80                                        | Биргитта Тёрн   | Катарина Хультлинг | Сусанна Гюннинг-Эдлинг | Гунилла Бергман   |                                           | ЧЕ 1979            |
| 2003—04                                        | Ингрид Мельдаль | Анн-Катрин Черр    | Inger Berg             | Сильвия Мальмберг | Биргитта Тёрн тренер: Гунилла Бергман     | ЧМВ 2004           |
| 2004—05                                        | Ингрид Мельдаль | Анн-Катрин Черр    | Inger Berg             | Сильвия Мальмберг | Биргитта Тёрн тренер: Гунилла Бергман     | ЧМВ 2005           |
| 2005—06                                        | Ингрид Мельдаль | Анн-Катрин Черр    | Inger Berg             | Сильвия Мальмберг | Биргитта Тёрн тренер: Гунилла Бергман     | ЧМВ 2006           |
| 2006—07                                        | Ингрид Мельдаль | Анн-Катрин Черр    | Биргитта Тёрн          | Inger Berg        | Сильвия Лильефорс тренер: Гунилла Бергман | ЧМВ 2007           |
| 2007—08                                        | Ингрид Мельдаль | Анн-Катрин Черр    | Биргитта Тёрн          | Сильвия Лильефорс | Inger Berg тренер: Гунилла Бергман        | ЧМВ 2008 (6 место) |
| 2009—10                                        | Ингрид Мельдаль | Анн-Катрин Черр    | Биргитта Тёрн          | Сильвия Лильефорс | тренер: Olof Liljefors                    | ЧМВ 2010           |
| 2010—11                                        | Ингрид Мельдаль | Анн-Катрин Черр    | Биргитта Тёрн          | Сильвия Лильефорс | тренер: Гунилла Бергман                   | ЧМВ 2011           |
| 2011—12                                        | Ингрид Мельдаль | Анн-Катрин Черр    | Биргитта Тёрн          | Сильвия Лильефорс | Marie Lehander тренер: Гунилла Бергман    | ЧМВ 2012           |
| 2012—13                                        | Ингрид Мельдаль | Анн-Катрин Черр    | Биргитта Тёрн          | Сильвия Лильефорс | Marie Lehander тренер: Jan-Erik Kjerr     | ЧМВ 2013           |
| 2013—14                                        | Ингрид Мельдаль | Анн-Катрин Черр    | Биргитта Тёрн          | Сильвия Лильефорс | Marie Lehander тренер: Гунилла Бергман    | ЧМВ 2014 (4 место) |
| Кёрлинг среди смешанных команд (mixed curling) |                 |                    |                        |                   |                                           |                    |
| 1971—72                                        | Ulf Lagerbäck   | Lena Egnér         | Биргитта Тёрн          | Göran Perning     |                                           | ЧШСК 1972          |

(скипы выделены полужирным шрифтом)